# David Cawthorne Haines
David Cawthorne Haines (* 9. Mai 1970 in East Yorkshire; † September 2014) war ein britischer Entwicklungshelfer, der durch die dschihadistisch-salafistische Terrororganisation Islamischer Staat enthauptet wurde.

## Leben
Haines, der Vater zweier Kinder war, wurde 1970 in East Yorkshire geboren und zog als Kind nach Perth, Schottland. Zwölf Jahre lang war er bei der Royal Air Force beschäftigt. Danach ging er laut The Daily Telegraph von 1999 bis 2004 nach Zagreb, Kroatien. Dort war er für den deutschen Arbeiter-Samariter-Bund (ASB) tätig, um Bürgerkriegsflüchtlingen zu helfen.
Im libyschen Bürgerkrieg arbeitete er als Missionschef für Handicap International. Danach war er im Südsudan für die Gruppe Nonviolent Peaceforce tätig. Zuletzt war er im März 2013 für die Hilfsorganisation Agency for Technical Cooperation and Development (Acted) in Syrien nahe der türkischen Grenze unterwegs, um dort nach geeigneten Standorten für Flüchtlingslager zu suchen. Dabei wurde er drei Tage nach seiner Ankunft entführt und galt bis kurz vor seiner Ermordung als verschollen.

## Tod
Am 13. September 2014 erschien ein Video, das Haines’ Hinrichtung durch Jihadi John zeigte. Die Tat selbst war nicht zu sehen, am Ende wurde der enthauptete Leichnam eingeblendet. Die britische Regierung bestätigte kurz darauf die Echtheit der Aufnahme. Haines war nach James Foley und Steven Sotloff das dritte Entführungsopfer, von dessen Enthauptung der Islamische Staat ein Video veröffentlichte. Im selben Video wurde die Ermordung des Briten Alan Henning angedroht.